# Movimientos pro-Municipios de Guatemala
En Guatemala existen varios movimientos en diversas poblaciones que buscan su reconocimiento como municipios. Sus argumentos son varios, van desde que fueron municipios anteriormente u otras situaciones políticas, sociales o económicas. Entre los más conocidos tenemos:
1. Boca del Monte: de Villa Canales en Guatemala.
2. Sesejal de San Pedro Carchá en Alta Verapaz.
3. San Vicente Buenabaj de Momostenango en Totonicapán.
4. El Naranjo de La Libertad en El Petén.
5. Santa Elena Barillas de Villa Canales en Guatemala.
6. Tilapa de La Gomera en Escuintla.
7. San Antonio Nejapa de Acatenango en Chimaltenango.
8. Ciudad San Cristóbal de Mixco en Guatemala.
9. Santa Rosita de la Ciudad de Guatemala en Guatemala.
10. Santa Elena De La Cruz de Flores en Petén.
11. Rio Dulce de Livingston en Izabal.
12. El Rancho de San Agustín Acasaguastlán en El Progreso.
13. El Jocotillo de Villa Canales en Guatemala.
14. Ciudad Quetzal de San Juan Sacatepéquez en Guatemala.
15. Ciudad Pedro De Alvarado de Moyuta en Jutiapa.
16. El Cerinal de Barberena en Santa Rosa.
17. Santo Tomás de Castilla de Puerto Barrios en Izabal.
18. San Sebastián de San Marcos en San Marcos.
19. Toquián Grande de Tajumulco en San Marcos.
20. San Gabriel Pasuj de San Miguel Chicaj en Baja Verapaz.
21. La Gomera de Retalhuleu en Retalhuleu.
22. Ciudad Peronia de Villa Nueva en Guatemala.
23. San Benito de Cobán en Alta Verapaz.

1. Ixcán de Quiché, busca convertirse en Departamento.
2. Coatepeque de Quetzaltenango, busca convertirse en Departamento.